# الختان في المسيحية

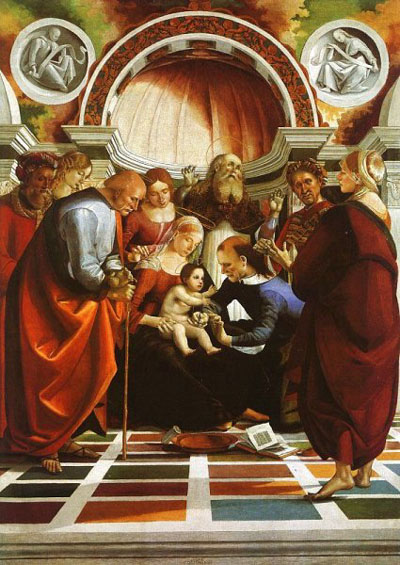
لوحة ختان المسيح بريشة لوكا سينورللي عام 1490.

رغم أنَّ شريعة الختان في المسيحية قد أسقطت في العهد الجديد أي أغلب الكنائس المسيحية محايدة بشأن الختان حيث لا تُلزم أتباعها بها ولا تمنعهم، حيث لا تتطلبه كفريضة دينية، ولكن لا تمنعه لأسباب ثقافية أو لأسباب أخرى، فإنَّ بعض الكنائس البروتستانتية والأرثوذكسية المشرقية مثل كنيسة التوحيد الأرثوذكسية الإثيوبية وكنيسة التوحيد الأرثوذكسية الإريترية والكنيسة القبطية الأرثوذكسية تفرض شريعة الختان على الذكور وتعطيه بُعد ديني. ينظر لاهوت العهود إلى حد كبير إلى سر المعمودية المسيحي على أنه تحقيق لممارسة الختان لدى بني إسرائيل، سواء كانت علامات وأختام عهد النعمة.
لعب الختان أيضًا دورًا مهمًا في التاريخ واللاهوت المسيحي وكان له حضور ثقافي كبير في جميع أنحاء العالم المسيحي؛ يُحتفل بختان يسوع كعيد في التقويم الليتورجي للعديد من الطوائف المسيحية وتم درسه من قبل العديد من كبار العلماء والفنانين من التقاليد الغربية، بينما كان لتعليم بولس الطرسوسي بأن الختان الجسدي غير ضروري للعضوية في العهد الجديد دوراً فعالاً في فصل المسيحية عن اليهودية، حيث صاغ الجدل حول الختان في مجلس أورشليم عام 50م هوية أممية للكنيسة المسيحية المبكرة مما سمح لها بالبقاء على قيد الحياة في الشتات اليهودي ولتُصبح لاحقاً الديانة السائدة في أوروبا الغربية.
يُمارس اليوم ختان الذكور على نطاق واسع في العديد من البلدان ذات الغالبية المسيحية (مثل الولايات المتحدة والفلبين) وبين العديد من المجتمعات المسيحيَّة في أمريكا الشمالية وأفريقيا والشرق الأوسط وآسيا وأوقيانوسيا وغيرها من المناطق، في حين أنه أقل انتشاراً في البلدان ذات الغالبية المسيحية في أوروبا وأمريكا اللاتينية والكاريبي.

## خلفية تاريخية

### المسيحية المبكرة

#### في الأناجيل
يُشير إنجيل لوقا أنّ بعد 8 أيام من ميلاد يسوع تم ختانه وفقًا للشرائع اليهودية، إذ يلزم وفقًا للشريعة ختان الأطفال من الذكور بعد ثمانية أيام من ولادتهم؛ وعقب الختان يُعطى الطفل أسمه؛ وبالتالي أخذ يسوع اسمه في يوم ختانه. ويُشير إنجيل لوقا أيضاً أنّه بعد ثمانية أيام من ميلاد يوحنا المعمدان تم ختانه وفقًا للشرائع اليهودية في اليوم الثامن، وأراد الأقارب والجيران أن يسمّوه زكريّا باسم أبيه، فتكلّمت أمّه إليصابات وقالت: «لا، بل نُسمّيهِ يوحنّا».

#### مجلس أورشليم
مارس المسيحيون الأوائل وهم من اليهود المسيحيون الختان كفريضة دينيّة. ولكن مع توسع انتشار المسيحية بين شعوب غير اليهود خصوصًا من خلال مساهمة بولس بنشر المسيحية خصوصًا لدى غير اليهود، إلى جانب الرسل السبعين خصوصًا في لبنان وقبرص وأنطاكية، حيث اكتسبوا قاعدة شعبية وأطلق عليهم لأول مرة مصطلح مسيحيين؛ لقد غدت أنطاكية قاعدة بولس الأساسية في رحلاته التبشيرية نحو اليونان وآسيا الصغرى، فقد ذهب «أناس من اليهوديّة» إلى «المسيحيّين» من أصل وثني في «إنطاكية وسوريّة وقيليقية» يقولون لهم: «إذا لم تختتنوا على سُنّة موسى، لا تستطيعون أن تنالوا الخلاص». ووقعت مشكلة كبيرة بين المسيحيين من أصل يهودي والمسيحيين من أصل غير يهودي فيما يخص الالتزام بشريعة موسى عمومًا والختان بنوع خاص، حيث حاول المسيحيّين من أصل يهودي قد حاولوا إدخال الختان في المجتمع الوثني الذي أصبح تدريجيّاً مسيحيّاّ.
وعلى أثر هذا الخلاف إجتمع بولس وبرنابا مع الرسل والشيوخ في أورشليم وتباحثوا في الأمر. فانقسموا فيما بينهم فعقد إنذاك المجمع الأول في أورشليم حوالي العام 50. في المجمع نادى فريق في إلزام شريعة الختان على المهتدين وترأسه يعقوب البار وهو أحد الأعمدة الثلاثة لكنيسة الختان إلى جانب بطرس ويوحنا بن زبدي؛ في حين نادى الفريق الآخر في عدم إلزام شريعة الختان على المهتدين والذي ترأسه بولس الطرسوسي وبرنابا رسل الأمم. وحسمت نتائجه بعدم إلزام الأمميين من غير اليهود المتحولين إلى المسيحية بالمحافظة على شريعة موسى، بما في ذلك القواعد المتعلقة بالختان. كما أبقى المجلس على حظر تناول الدم واللحوم التي تحتوي على الدم ولحوم الحيوانات التي لم تذبح بشكل صحيح، وتحريم الزنا والوثنية، ويشار إلى هذا المجمع أحيانًا المرسوم الرسولي أو رباعية أورشليم. ورغم قرار الرسل هذا، فإن المسيحيّين من أصل يهودي بقوا متمسّكين بضرورة الختان لليهودي الذي يتّبع يسوع، معتبرين قرار عدم فرض الختان خاص بالوثنيّين الذين يدخلون الدين الجديد.

#### فترة ما قبل نيقية
مع توسع انتشار المسيحية في العالم القديم تمسكّت بعض الكنائس المشرقيَّة القديمة في شريعة موسى مثل الحفاظ على القوانين الغذائية وبضرورة الختان وذلك على الرغم من إسقاط شريعة الختان في المسيحية إذ لا تلزم أغلب الكنائس أتباعها بها ولا تمنعهم، حيث فرضت الكنائس الأرثوذكسية المشرقية مثل كنيسة التوحيد الأرثوذكسية الإثيوبية وكنيسة التوحيد الأرثوذكسية الإريترية والكنيسة القبطية الأرثوذكسية وبعض الكنائس البروتستانتية شريعة الختان على الذكور والذي تعطيه بُعد ديني. حيث وضعت كل من الكنيسة الإثيوبية والقبطية تركيزًا أكبر على تعاليم العهد القديم مما قد يجده المرء في الكنائس الأرثوذكسية الشرقية والكاثوليكية أو البروتستانتية. بالمقابل بالنسبة لأغلبية الطوائف المسيحية الرئيسية لم يَعُد ختان الذكور عادًة روحانيّة لتذكر بالعهد بين الله والإنسان كما في الديانة اليهودية وإنمّا أصبحت حاجة طبيّة وصحيّة فقط، وبالتالي لا تعطيه أي بُعد ديني وتحول معنى الختان الديني إلى ختان روحي يرتبط في سر المعمودية.

### العصور الوسطى

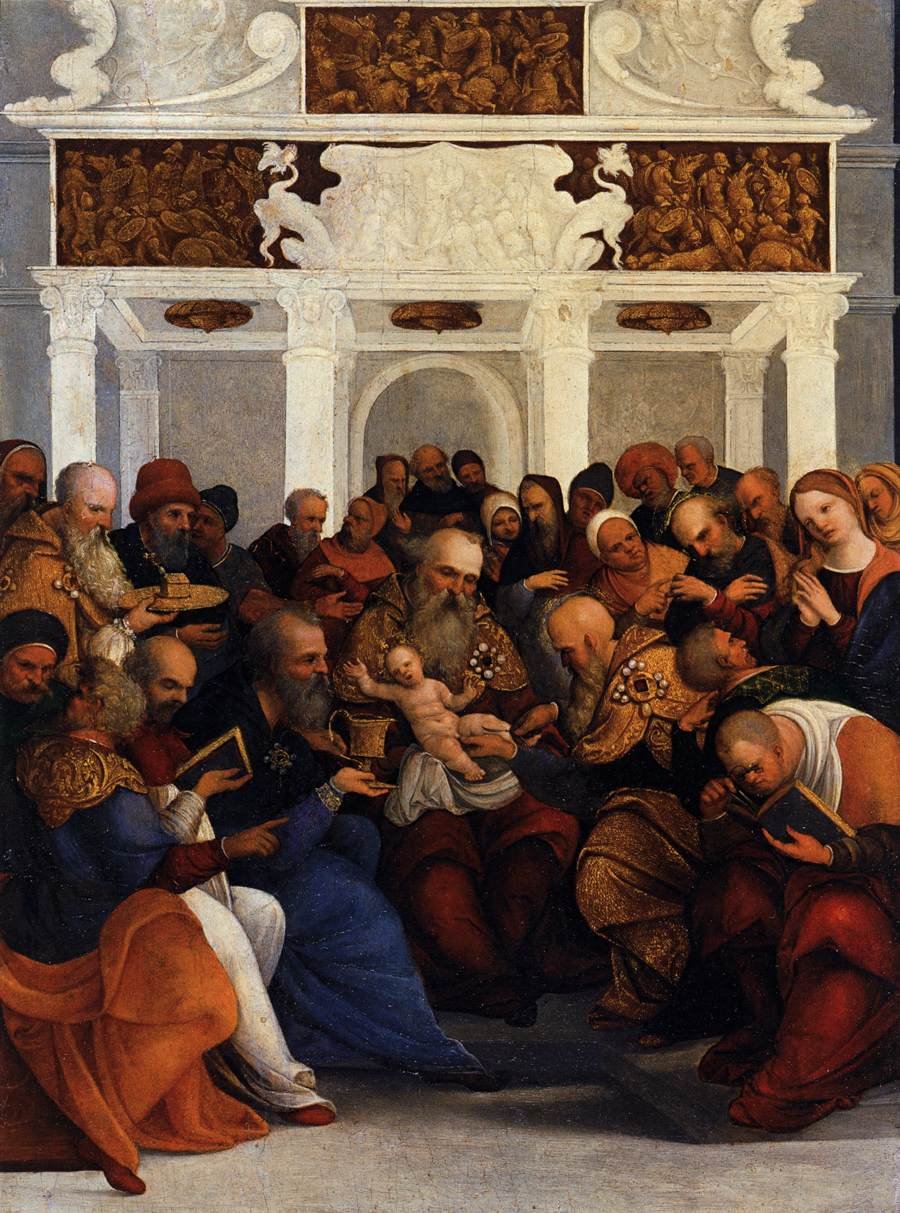
لوحة ختان يسوع؛ بريشة لودوفيكو مازولينو عام 1520.

وفقًا لفريدريك هودجز في الحضارة الكلاسيكية والهيلينستية، أعطى الإغريق والرومان القدماء قيمة كبيرة لجمال الطبيعة، والسلامة الجسدية، وعلم الجمال، والأجسام المتناغمة، بما في ذلك القلفة، وكانوا يعارضون جميع أشكال تشويه الأعضاء التناسلية، بما في ذلك الختان - وهي معارضة موروثة من قبل الأنظمة القانونية الكنسيًّة والعلمانية لاحقاً في العالم المسيحي الغربي والشرقي والتي استمرت على الأقل حتى العصور الوسطى. استمر الختان في حضور ثقافي كبير في جميع أنحاء العالم المسيحي حتى بعد تراجع هذه الممارسة في الغرب المسيحي، عيد ختان المسيح أحتفل به باعتباره عطلة دينية في الكنيسة الرومانية الكاثوليكية والكنيسة الأرثوذكسية الشرقية والكنيسة الللوثرية (في يوم 1 يناير)، وكان ختان يسوع موضوع شائع في التقاليد الفنية الغربية. حيث أصبح ختان يسوع موضوعًا شائعًا في الفن المسيحي منذ القرن العاشر، كحدث من الأحداث الهامة في حياة يسوع التي في كثير من الأحيان صورت من قبل الفنانين. كان ينظر اليه في البداية فقط باعتباره مشهد من عدة مشاهد وموضوعات فنيّة، ولكن بحلول عصر النهضة فقد تم معاملته على أنه موضوع فردي ورئيسي تمثل في لوحات فنية خاصة به.
الأوروبيون والبيزنطيون، باستثناء اليهود، لم يُمارسوا الختان. حدث استثناء نادر في مملكة القوط الغربيين، حيث أمر الملك وامبا المسيحي خلال الحملة المسلحة بختان كل من ارتكب فظائع ضد السكان المدنيين. من ناحية أخرى، فإن الختان الممارسة راسخة في تقاليد الكنائس الأرثوذكسية القبطية والإثيوبية والإريترية، وكذلك بعض الكنائس الأفريقية الأخرى. وفقاً لكتاب القوانين المعروف بـ«المجموع الصفوي» الذي ألفه الشيخ الصفي أبي الفضائل بن العسّال يظهر واضحاً أثر الفتح الإسلامي لمصر على إبقاء عمليّة الختان بين المسيحيّين القبط «لكونهم ذمّة بين من يختتنون»، وكان أثر المسلمين في غرب آسيا على إبقاء عمليّة الختان بين بعض المجتمعات المسيحيّة فيها أيضاً. في كتابه المشهور «الخلاصة اللاهوتية»، ناقش توما الأكويني التأييدات والإعتراضات التي يُمكن توجيهها للختان.

#### مجمع فلورنسا
موضوع ختان الذكور كان سبب خلاف بين الكنيسة الغربيّة والكنيسة القبطيّة والحبشيّة خلال مجمع فلورنسا الذي عُقد في مدينة فلورنسا الإيطالية، قبل وقت قصير من وفاة البابا مارتن الخامس، غير أن وفاة البابا حالت دون انعقاده. حاول البابا إيجين الرابع عقده غير أن الحروب في أوروبا حالت دون ذلك، لاسيّما العداء مع الإمبراطور سيغيسموند الإمبراطور الروماني الذي احتلّ روما فانتقل البابا إلى فلورنسا، حيث دعا المجمع إلى الانعقاد، بعد وفاة الإمبراطور عام 1437، وحضره ممثلون عن الكنائس المسيحية الشرقية المنفصلة عن روما، لمناقشة قضية وحدة المسيحيين، مع صعود الدولة العثمانية وسقوط القسطنطينية. وخلص إلى إعلان التوافق حول عدد من القضايا الخلافية، وختم بإعلان بيان في الوحدة، غير أنها لم تدخل حيّز التطبيق بمعنى الوحدة الشاملة بين المسيحيين. ناقش المجمع أيضًا، عدة قضايا لاهوتية أخرى، وتنظيم الأسرار السبعة المقدسة، وطرق منحها.
كجزء من محاولة التوفيق بين الممارسات القبطية والكاثوليكية، أدانت الكنيسة الكاثوليكية ممارسة الختان كخطيئة أخلاقية وأمرت بعدم ممارستها في مجمع فلورنسا عام 1442 بالقرار المعنون «اتفاق اتحاد مع أقباط ويعاقبة مصر وإثيوبيا». وطبقاً لبرنامج الأمم المتحدة المشترك لفيروس نقص المناعة البشرية/الإيدز، فإن المرسوم البابوي للاتحاد مع الأقباط الذي صدر أثناء ذلك المجمع ذكر أن الختان ليس ضروريًا للمسيحيين، لكن الباحثين الحوت وخولي اعتبروا ذلك إدانة للإجراء. واستند هذا المرسوم إلى الاعتقاد بأن المعمودية قد حلت محل الختان وفقاً إلى الرسالة إلى أهل كولوسي، وربما كانت أيضًا استجابة للمسيحيين الأقباط الذين استمروا في ممارسة الختان. تحتفظ الكنيسة الكاثوليكية حاليًا بموقف محايد من ممارسة الختان غير الديني، حيث تتبع الكنيسة سياسة تكييف التعاليم والممارسات المسيحية مع الثقافات المحلية.

### العصور الحديثة

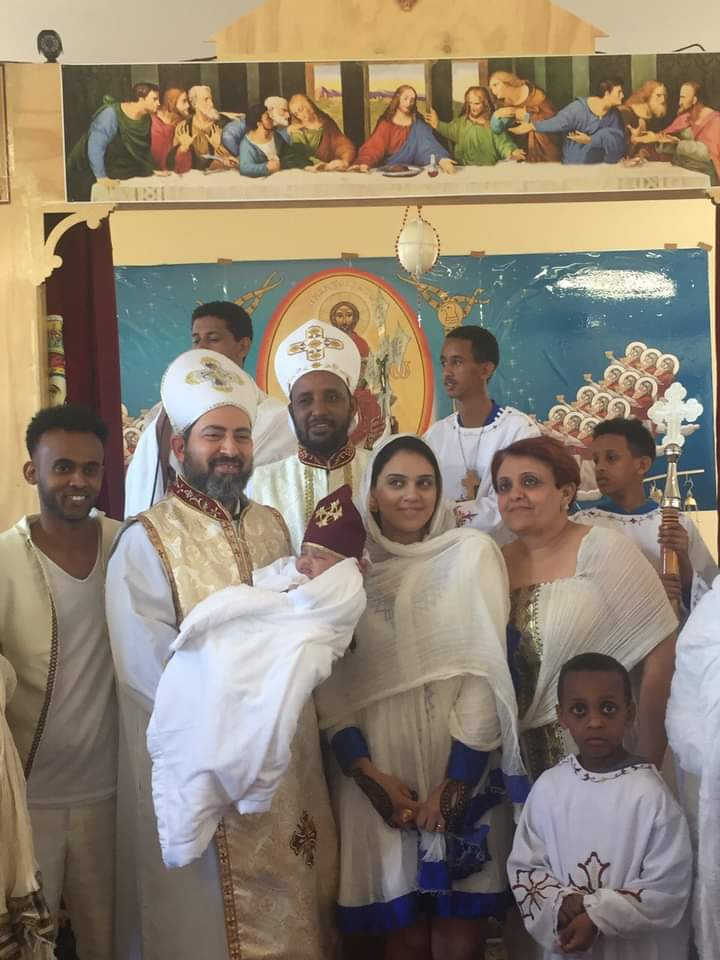
حفل ديني لختان طفل إثيوبي أرثوذكسي: تُعد كنيسة التوحيد الأرثوذكسية الإثيوبية من أكبر الكنائس المسيحية التي تمارس وتلتزم في شريعة ختان الذكور.

على الرغم من السيطرة الإسبانية على الفلبين بين عام 1565 إلى عام 1821، بقيت عادة الختان متجذرة بين الفلبينيين، وحتى بين الكاثوليك. لا يعتبر الختان من الطقوس الدينية في الفلبين، لكنها معيار اجتماعي متجذر في التقاليد التي يتبعها المجتمع ككل. يخضع معظم الأولاد لهذا الإجراء عادةً ليس بعد الولادة بفترة وجيزة ولكن قبل بلوغهم سن البلوغ أو قبل المدرسة الثانوية (حوالي 10-14 عامًا)، وتُعتبر الفلبين أكبر دولة وأمة كاثوليكية في العالم مارست وما زالت تمارس ختان الذكور على نطاق واسع. غالبًا ما يُمارس ختان الذكور في أجزاء من إفريقيا كجزء من العادات القبلية للمسيحيين والمسلمين وأتباع الديانات الأفريقية التقليدية. ومع تحول سكان جزر المحيط الهادئ إلى المسيحية في بداية القرن التاسع عشر، أصبح الختان يعتبر لأسباب ثقافية أمرًا روتينيًا في بلدان جزر المحيط الهادئ.
ابتداءً من منتصف القرن التاسع عشر مارست الدول الغربيّة البروتستانتية الناطقة بالإنجليزيّة ختان الذكور على نطاق واسع حيث إجراءً طبيًا شائعًا: إنجلترا وكندا وأستراليا ونيوزيلندا والولايات المتّحدة. في ذلك الوقت، بدأ الأطباء البريطانيون والأمريكيون في التوصية به كتدخل طبي وقائي. بحلول مطلع القرن العشرين، كان ختان الأطفال شبه موصى به عالميًا في أمريكا وبريطانيا العظمى. يقترح ديفيد جولاهر أن «الأمريكيين وجدوا أن الختان جذاب ليس فقط لأسباب طبية، ولكن أيضًا لدلالاته على العلم والصحة والنظافة - وهي تمييزات طبقية مهمة حديثًا» في بلد وصل إليه 17 مليون مهاجر بين عام 1890 وعام 1914. كما ولعبت الثقافة المسيحية الأمريكية في ترسيخ الختان في كوريا الجنوبية منذ عقد 1945.
أغلبية الطوائف المسيحية الرئيسية محايدة بشأن الختان حيث لا تُلزم أتباعها به ولا تمنعهم، حيث لا تتطلبه كفريضة دينية، ولكن لا تمنعه لأسباب ثقافية أو لأسباب أخرى. ويُمارس اليوم ختان الذكور بشكل شائع في العديد من البلدان ذات الغالبية المسيحية (مثل الولايات المتحدة والفلبين) وبين العديد من المجتمعات المسيحيَّة في أمريكا الشمالية وأفريقيا والشرق الأوسط وآسيا وأوقيانوسيا وغيرها من المناطق، في حين أنه أقل انتشاراً في المجتمعات المسيحية في أوروبا وأمريكا اللاتينية وشرق آسيا والهند وجزر الهند الشرقية (باسثناء الفلبين) والكاريبي.

## المواقف الكنسيّة

### الكنائس الأرثوذكسية المشرقية

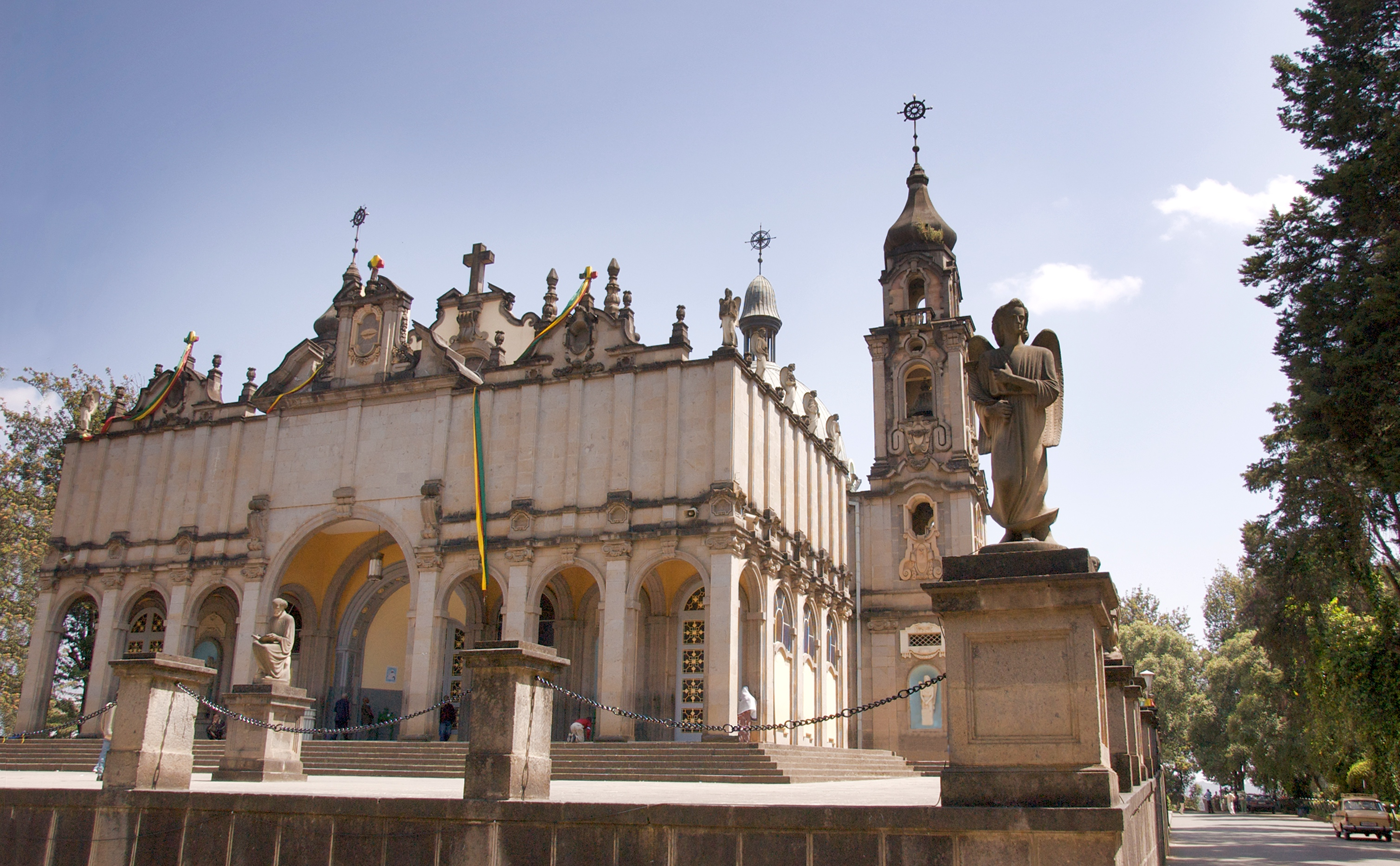
كنيسة الروح القدس، مقر كنيسة التوحيد الأرثوذكسية الإثيوبية: تُعد كنيسة التوحيد الأرثوذكسية الإثيوبية من أكبر الكنائس المسيحية التي تمارس وتلتزم في شريعة ختان الذكور.

مع توسع انتشار المسيحية في العالم القديم تمسكّت بعض الكنائس المشرقية القديمة في شريعة موسى مثل الحفاظ على القوانين الغذائية وبضرورة الختان تفرض الكنائس الأرثوذكسية المشرقية مثل كنيسة التوحيد الأرثوذكسية الإثيوبية وكنيسة التوحيد الأرثوذكسية الإريترية والكنيسة القبطية الأرثوذكسية شريعة الختان على الذكور وتعطيه بُعد ديني. حيث وضعت كل من الكنيسة الإثيوبية والقبطية تركيزًا أكبر على تعاليم العهد القديم مما قد يجده المرء في الكنائس الأرثوذكسية الشرقية والكاثوليكية أو البروتستانتية، وهي من أكبر الفروع المسيحية التي تُمارس وتلتزم في شريعة ختان الذكور.
تدعو كنيسة التوحيد الأرثوذكسية الإثيوبية إلى ختان الذكور في اليوم الثامن من ولادة الطفل، مع انتشار شبه شامل بين الرجال الأرثوذكس في إثيوبيا. يُمارس الأرثوذكس الإريتريون الختان كطقوس العبور، ويختنون أبنائهم «في أي مكان من الأسبوع الأول من الولادة إلى العام الأول». ووفقاً للباحث سامي الذيب فإن الختان ما زال يُمارس بين مسيحيّي مصر الأقباط على نطاق واسع بنسبة قد تصل 100%. ووفقاً لكُتيب نشرته السلطة الدينية القبطية فإنَّ «الختان في الجسد [...] أصبح في المسيحيّة نظافة لا طهارة، أمراً مندوباً إليه لما له من فوائد صحّية، مثله في ذلك مثل تقليم أظافر اليدين والرجلين حتى لا تتراكم فيها الأوساخ وبالتالي الميكروبات الضارّة. وإذاً فالختان للذكور حسن ومفيد، ولكنّه لم يعد شريعة في الدين المسيحي، بحيث يعاقب الإنسان على تركه». وفقًا للتقاليد المسيحية الشرقية يتم ختان الأطفال من الذكور بعد ثمانية أيام من ولادتهم، أو قبل طقس المعمودية.

### الكنيسة الرومانية الكاثوليكية

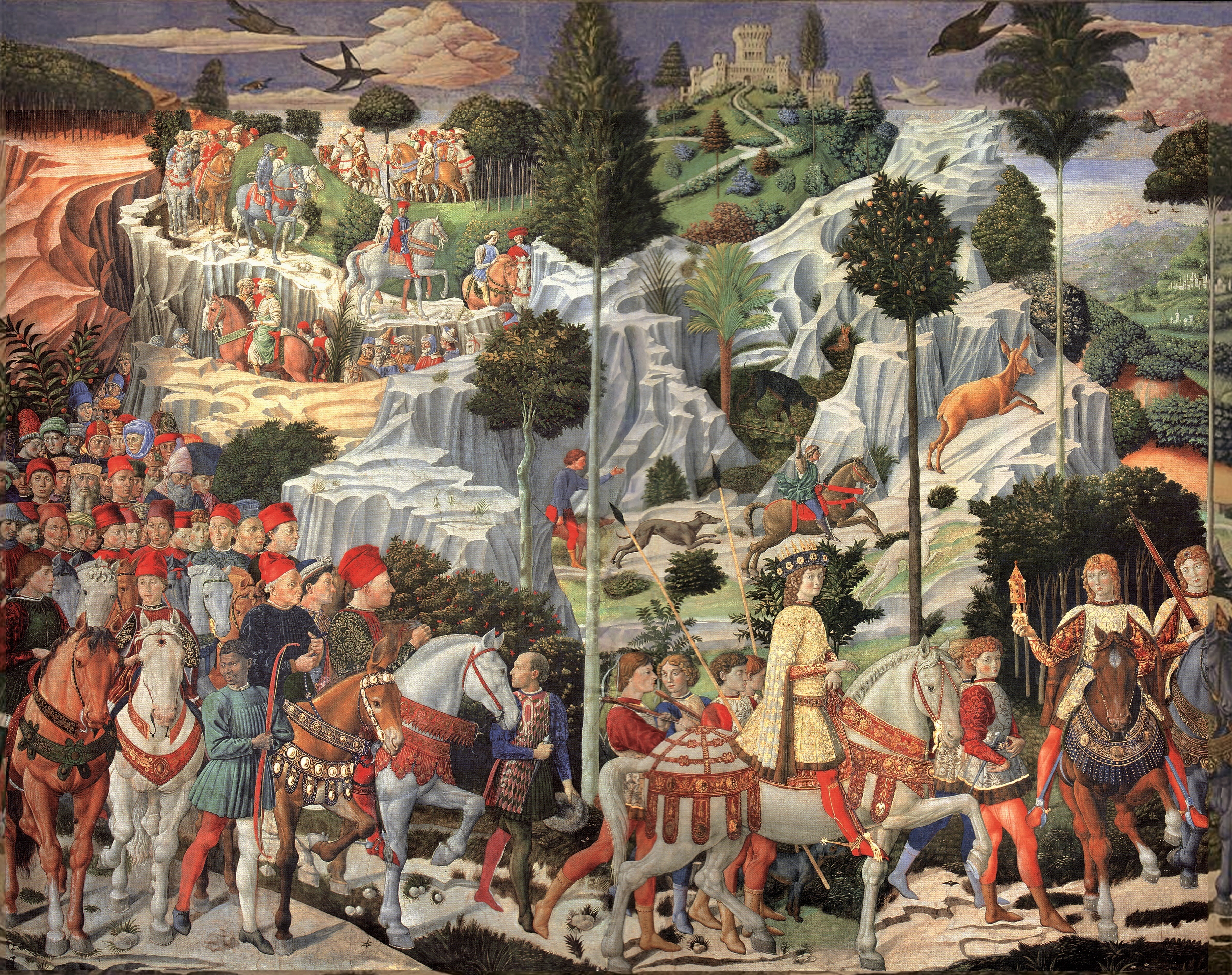
الرحلة لمجمع فلورنسا: رفض المجمع سنة 1442 الختان الديني، في حين اتخذ موقف محايد بالنسبة للختان الطبيّ والصحيّ.

تغيّر مفهوم الختان في الكاثوليكية، حيث لم يَعُد ختان الذكور عادًة روحانيّة لتذكر بالعهد بين الله والإنسان كما في الديانة اليهودية وإنمّا أصبحت حاجة طبيّة وصحيّة فقط. ويظهر هذا من خلال موقفها حيث تتخذ الكنيسة الرومانية الكاثوليكية حاليًا موقفًا محايدًا حول ختان الذكور لأسباب صحيّة وطبيّة، في حين نددّت بالختان الديني لأعضائها في مجمع فلورنسا سنة 1442. وبالتالي ترفض الكنيسة الرومانية الكاثوليكية اعتبار الختان فريضة دينيّة، في حين لا تمنع أتباعها ممارسة الختان للذكور لأسباب طبيّة أو صحيّة أو كممارسة اجتماعية.
وعلى الرغم من موقف الكنيسة الكاثوليكية الرسمي الحالي المحايد بشأن الختان فإنّ بعض الباحثين الكاثوليك أمثال جون ديتزون يعتبرون أن ختان الأطفال حديثي الولادة هو عمل غير أخلاقي ويتعارض مع تعاليم الكنيسة الكاثوليكية. في المقابل هناك عدد من الباحثين الكاثوليك أمثال جون بول سولوسار ودانييل أوبراين يعتبرون أن الختان لا يتعارض مع تعاليم الكنيسة الكاثوليكية إذ أنه على الرغم من أنّ الفوائد العلاجية للختان على الأطفال حديثي الولادة غير حاسمة، الاّ أنّ النتائج تظهر أنّ الختان يمكن أن يمنع الأمراض.
الغالبية العظمى من كاثوليك أفريقيا، والفلبين، وكوريا الجنوبية، وأستراليا، ونيوزيلندا، وكندا، والولايات المتحدة، وجزر المحيط الهادئ، فضلًا عن كاثوليك مصر، والعراق، وإسرائيل، والأردن، ولبنان، وسوريا وتركيا يختنون ذكورهم. بالمقابل فإن الغالبية العظمى من كاثوليك أوروبا، وأمريكا اللاتينية، والهند، وجنوب شرق آسيا وشرق آسيا لا تمارس الختان.

### الكنائس البروتستانتية
جعل مارتن لوثر، مُطلق عصر الإصلاح البروتستانتي في أوروبا، ختان الذكور من المباحات وأكّد على حرّية الفرد في الختان أو عدمه مع تفريغ الختان من منافعه الروحيّة. وعلى الرغم من أنّ أغلب الكنائس البروتستانتية لا تلزم أتباعها في الختان ولا تمنعهم. الاّ أنّ بعض الكنائس البروتستانتية تلزم أتباعها من الذكور في شريعة الختان كطقس ديني من أجل العضوية في الكنيسة؛ منها الكنائس البروتستانتية في كينيا وزامبيا ومالاوي، ويعود ذلك بسبب ذكر الختان في الكتاب المقدس وبسبب ختان يسوع.
ابتداءً من منتصف القرن التاسع عشر مارست الدول الغربيّة البروتستانتية الناطقة بالإنجليزيّة ختان الذكور على نطاق واسع: إنجلترا وكندا وأستراليا ونيوزيلندا والولايات المتّحدة. وبسبب تركيز التيار البروتستانتي الإنجيلي على العهد القديم يتقيد أتباعه ببعض شرائعة مثل ختان ذكورهم وغيرها من التقاليد المأخوذة من التراث اليهودي المسيحي. كما ولدى العائلة المالكة البريطانية، قادة كنيسة انكلترا، تقليد طويل في ختان أطفال العائلة من الذكور.
يذكر أنه على الرغم من انتشار الختان في المجتمعات البروتستانية خارج القارة الأوروبيّة خصوصًا في كل من أمريكا الشمالية وأفريقيا وجزر المحيط الهادئ، فإن الغالبيّة العظمى من بروتستانت القارة الأوروبية لا تٌمارس الختان.

### كنيسة يسوع المسيح لقديسي الأيام الأخيرة
تقبل كنيسة يسوع المسيح لقديسي الأيام الأخيرة الختان لأسباب صحيّة وطبيّة لكن لا تعطيه أي بُعد ديني.

## الممارسات المعاصرة

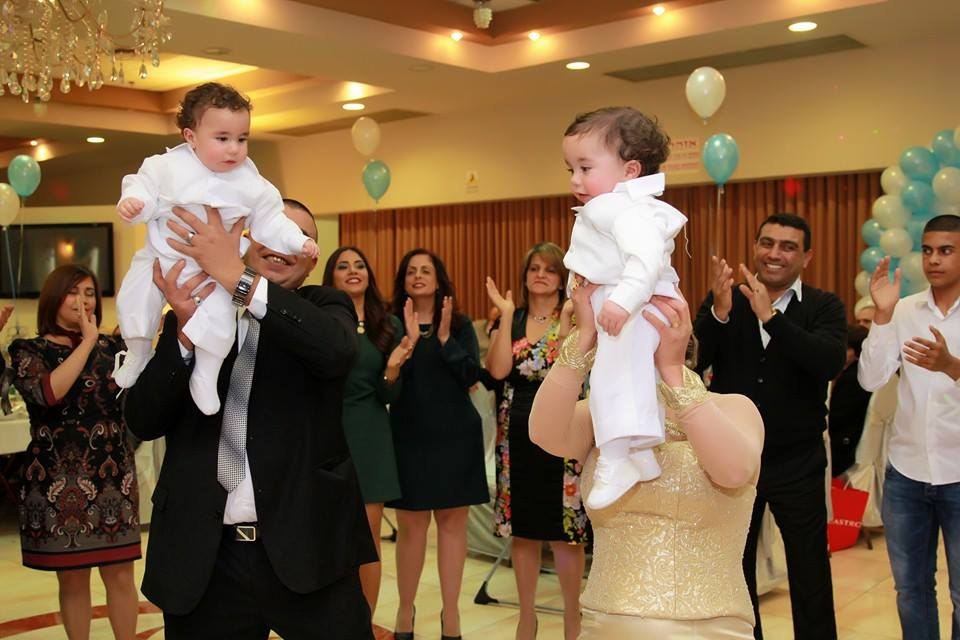
أطفال أقباط يرتدون أزياء الختان التقليدية.

على الرغم من أن الطوائف المسيحية السائدة لا تفرض ختان الذكور على أتباعها وتحافظ على موقف محايد بشأنه، يُمارس ختان الذكور بشكل شائع في العديد من البلدان ذات الغالبية المسيحية وبين العديد من المجتمعات المسيحية. وفي بعض الكنائس الأفريقية والمسيحية الشرقية يُعتبر ختان الذكور ممارسة اجتماعية ودينية راسخة، وتفرض هذه الكناس ختان الذكور على أعضائها. يُمارس ختان الذكور على نطاق واسع بين المجتمعات المسيحية في دول الأنجلوسفير وأوقيانوسيا وكوريا الجنوبية والفلبين والشرق الأوسط وأفريقيا، تُعد كل من الولايات المتحدة والفلبين أكبر الدول ذات الأغلبية المسيحية في العالم التي تمارس الختان على نطاق واسع. وجدت دراسة نشرتها المكتبة الوطنية للطب عن انتشار ختان الذكور في 118 دولة نامية، أنَّ اعتبارًا من عام 2006 كان 69% من الرجال المختونين مسلمين في حين كان حوالي 26% من الرجال المختونين مسيحيين. ووجدت دراسة قامت بها منظمة الصحة العالمية سنة 2007 أن حوالي ثلث الذكور المختونين في العالم (من سن 15 وما فوق) هم من المسيحيين. وبحسب الدراسة تأتي الولايات المتحدة في مقدمة المجتمعات المسيحية التي تمارس ختان الذكور من حيث العدد، تليها الفلبين، ونيجيريا، وجمهورية الكونغو الديمقراطية، وإثيوبيا، وكينيا، وأستراليا، وجنوب أفريقيا، وكوريا الجنوبية وكندا. وفقًا للباحثة هيذر إل أرمسترونج من جامعة ساوثهامبتون، حوالي نصف الذكور المسيحيين في جميع أنحاء العالم مختونين، ويتواجد معظمهم في أفريقيا ودول الأنجلوسفير (مع انتشار ملحوظ في الولايات المتحدة) والفلبين. يُمارس العديد من المسيحيين الختان لأسباب مختلفة مثل التفضيلات العائلية، واعتمادًا على تفسير الكتاب المقدس من قبل الأفراد، أو كفرض ديني أو لأسباب طبية أو ثقافية.
يمارس ختان الذكور بين المسيحيين في الشرق الأوسط وشمال أفريقيا على نطاق واسع، حيث أنّ الغالبية العظمى من المسيحيون العرب، والمسيحيون المغاربيون، والمسيحيون الأتراك والمسيحيون الفُرس يختنون ذكورهم، ويمارس أيضًا الغالبية الساحقة من المسيحيين الذكور الختان في الولايات المتحدة الإمريكية، والفلبين، وكوريا الجنوبية، وإندونيسيا، وفي جزر المحيط الهادئ، والشرق الأوسط وشمال أفريقيا، وفي معظم دول أفريقيا جنوب الصحراء تأثرًا بالعادات الاجتماعية والثقافة السائدة. كما وتمارس قطاعات مسيحية واسعة؛ بروتستانتية وكاثوليكية، ختان الذكور في أستراليا، وكندا، ونيوزيلندا، وجنوب أفريقيا وإلى حد أقل في المملكة المتحدة. بالمقابل فإن أقلية من مسيحييّ أوروبا وأميركا اللاتينية وشرق آسيا والهند وجزر الهند الشرقية (باسثناء الفلبين) والكاريبي تُمارس الختان. بعض الجماعات المسيحيَّة التي تعيش داخل البلدان ذات الأغلبية المسلمة، مثل الأرمن والآشوريين، لا تمارس الختان.

### في العالم الأنجلوسفيري
مارست الدول الغربيّة الناطقة بالإنكليزيّة ختان الذكور على نطاق واسع: إنجلترا وكندا وأستراليا ونيوزيلندا والولايات المتّحدة. تعتبر الولايات المتحدة اليوم أكبر دولة مسيحيّة في العالم مارست وما زالت تمارس ختان الذكور على أطفالها على نطاق واسع لأسباب مختلفة ولكن لعب وما زال يلعب التفسير الحرفي للتوراة عند الأصوليّين المسيحيّين دوراً هامّاً في تثبيت ختان الذكور في هذا البلد. وبحسب دراسة من عام 1933 حتى عام 1966 كان 77% من الرجال المختونين في الولايات المتحدة من أتباع الديانة المسيحية.

### في أفريقيا
في أفريقيا غالبًا ما يُمارس المسيحيين ختان الذكور، وهذه الممارسة قديمة ومنتشرة بين المسيحيين الأفارقة الذين لديهم روابط وثيقة جدًا بمعتقداتهم. ويُمارس ختان الذكور على نطاق واسع بنسبة قد تصل 100% في دول ذات أغلبية مسيحيّة مثل كينيا، وأنغولا، وجمهورية الكونغو، وجمهورية الكونغو الديمقراطية، والغابون، وغينيا الاستوائية، وغانا، وسوازيلاند، والكاميرون، وليبيريا، وإثيوبيا، وإريتريا وغيرها من الدول وبين مسيحيّ نيجيريا، وساحل العاج، وبوركينا فاسو، وتنزانيا، ومدغشقر، والسودان، ومصر وفي غيرها من الدول.

## ختان الإناث
لا يوجد أي ذكر لختان الإناث (أي إزالة البظر) أو تشويه الأعضاء التناسلية للإناث (أي استئصال البظر أو الختان الفرعوني) في الكتاب المقدس.
ترفض السلطات والكنائس المسيحية بالإجماع ختان الإناث (أي استئصال البظر أو الختان الفرعوني) وتعتبر أن ليس له أيّ أساس في النصوص الدينية المسيحية. على الرغم من ذلك تخضع بعض النساء المسيحيات في مصر، وكينيا، ونيجيريا، والنيجر وتنزانيا لإجراء الختان، بسبب الاعتقاد الخاطئ أن الختان هو واجبًا دينيًا. حاول المبشرين في القارة الأفريقية ثني المتحولين للمسيحية من عملية ختان الإناث، وشرعت البعثات التبشيريَّة الپروتستانتيَّة في المُستعمرات البريطانيَّة الشرق أفريقيَّة (كينيا المُعاصرة) تُقاومُ خِتان الإناث خِلال أوائل القرن العشرين، عندما انضمَّ الطبيب الإسكتلندي الدكتور جون آرثر إلى بعثة الكنيسة الإسكتلنديَّة في مُستعمرة «کیکویو» بِوسط كينيا، وعمل جاهدًا لِمنع تلك العادة وإيقافها بين السُكَّان الأصليين لِلبلاد. ومع ذلك، في بعض الحالات، ومن أجل الحفاظ على المتحولين من الأديان الأخرى، فقد تجاهل وتغاضى بعض المبشرين عن استمرار هذه الممارسات. يذكر أنّ الفرقة اليهودية الوحيدة التي تسمح بختان الإناث هم يهود الفلاشا. كما أنّ ختان الإناث هو أكثر شيوعًا بين المسلمات في أفريقيا.